# Paul Alexandre (ingénieur)
Pour les articles homonymes, voir Alexandre et Paul Alexandre.
Paul Édouard Alexandre, né le 31 janvier 1847 à Amiens (Somme) et mort le 2 janvier 1921 à Paris, est un ingénieur français.
Auteur d'études concernant l’art de l’ingénieur, il a publié dans les Annales des Ponts et Chaussées des mémoires sur la distribution des eaux de Dieppe, sur l’écluse d’aval du bassin de mi-marée de Dieppe et sur les mortiers hydrauliques, mémoires pour lesquels des médailles d’or lui ont été décernées par le Ministre des Travaux Publics. Un rapport sur les méthodes d’essai des matériaux de construction et un mémoire sur le pont tournant du Pollet (renommé en 1925 pont Colbert) lui ont valu l’une une médaille d’or, l’autre une médaille d’argent à l’exposition universelle de 1900.
Paul Alexandre est membre du Comité de patronage de l’enseignement secondaire au collège de Dieppe, membre du Comité d'hygiène de cette même ville, fondateur d’un cours public gratuit pour l’enseignement des sciences.

## Biographie
Il est le fils de Samuel Alexandre, agent de change et Esther Weill. Paul Alexandre épouse Jeanne Lévy, fille du médecin général Michel Lévy, le 10 février 1881. Le couple s'installe à Dieppe, ville dans laquelle Paul Édouard Alexandre exerce ses fonctions d'ingénieur des Ponts et Chaussées. Deux enfants naissent : Madeleine Alexandre, née le 16 avril 1882, qui épouse en 1906 Paul Léon, et Michel Alexandre.
Paul Alexandre meurt le 2 janvier 1921 en son domicile à Paris.

### Formation et parcours professionnel
Issu de l'École Polytechnique, promotion 1864-1866, il suit l'École impériale des Ponts et Chaussées (1866-1869), puis est nommé comme élève-ingénieur des Ponts et Chaussées le 24 août 1866.
Ingénieur Ordinaire des Ponts et Chaussées par décret du 18 octobre 1869, il est d’abord envoyé au service dans le département de la Charente. Son séjour dans ce département, où il fait construire les ponts de Juac et Chatenay ainsi que deux barrages sur la Charente, est interrompu par la guerre de 1870, pendant laquelle il est, sur sa demande, attaché au Génie civil du 15e Corps d’Armée. Il se trouve à l’armée de l’État lorsque cette armée est obligée de battre en retraite et de se réfugier en Suisse ; sa conduite dans ces tristes circonstances lui vaut un témoignage de satisfaction du Ministre de la Guerre.
En 1877, il est attaché à la résidence de Dieppe, aux services Ordinaires et maritimes de la Seine-Inférieure ; sept ans plus tard, il est élevé sur place au grade d’Ingénieur en Chef et il dirige en cette qualité jusqu’en 1890 une des Sections du service maritime de la Seine-Inférieure ainsi qu’au service d’études et de contrôle de travaux de chemins de fer. C’est l’époque de l’exécution des travaux du programme Freycinet (1880), et il y prend une part active en construisant, tant à Dieppe qu’au Tréport, un ensemble d’ouvrages maritimes : jetées, brise-lames, quais, forme de radoub, pont tournant, etc. représentant une dépense totale d’environ vingt-quatre millions de francs.
L'agrandissement du port de Dieppe (1881-1888) reste son œuvre majeure avec le creusement d'un nouveau chenal qui modifie significativement la morphologie du quartier populaire de pêcheurs du Pollet. Ces travaux comprennent la construction d'un arrière-port, de deux nouveaux bassins en eaux profondes (le Bassin du Canada et le Bassin de Paris, d'une forme de radoub et surtout d'un nouveau pont tournant de type Eiffel, à machinerie hydraulique. Toujours en activité en 2015, ce pont permet de traverser le chenal et de créer ainsi le premier axe routier transversal, la RN25, entre Lille et Le Havre.
Paul Alexandre présente son projet de pont ultra-moderne, et durable avant l'heure, à l'Exposition Universelle de 1900 et est primé par une médaille d'Argent. En même temps, il fait exécuter pour le compte de la ville de Dieppe d’importants travaux d’adduction et de distribution d’eau et de construction d’égouts. Après avoir réuni pendant quelques mois à ses précédentes attributions les fonctions d’Ingénieur en Chef des services Ordinaires et hydrauliques de la Seine-Inférieure, il est appelé en 1891 au Secrétariat du Conseil Général des Ponts et Chaussées où il remplit successivement l’emploi de Secrétaire de Section et celui de Secrétaire du Conseil. Élevé en 1901 au grade d’Inspecteur Général des Ponts et Chaussées, il est chargé de différents arrondissements d’inspection du service ordinaire et du service maritime.
Il préside la 3e Section du Conseil Général, lorsqu’en 1914, à la suite de la mise à la retraite de l’Inspecteur Général de Préaudeau, il est nommé Vice-Président du Conseil Général des Ponts et Chaussées. C’est dans l’exercice de ces hautes fonctions, auxquelles étaient venues depuis plus d’un an s’ajouter celles de Vice-Président suppléant du Conseil Supérieur des Travaux Publics, que le trouve le décret du 10 juin 1919 qui l’admet à faire valoir ses droits à la retraite à compter du 1er août 1919. Il a joué un rôle très important dans le fonctionnement des Commissions et Comités institués auprès du Ministère des Travaux Publics.
Il est notamment membre de la Commission mixte des Travaux Publics, de la Commission des phares, du Conseil de l’École des Ponts et Chaussées, et du Comité consultatif des chemins de fer. Il était aussi chargé de la présidence du Comité de règlement amiable des entreprises de travaux publics, et, en prenant sa retraite, il a conservé cette partie de ses fonctions. Alexandre est l’auteur de nombreuses études concernant l’art de l’Ingénieur
Au cours de sa carrière, il est honoré de plusieurs témoignages de satisfaction du Ministre des Travaux Publics ; il reçoit un témoignage de satisfaction du Ministre de la Marine pour une étude concernant la défense mobile du port de Dieppe. Officier d'Académie (nommé le 13 juillet 1889), il devient Ingénieur en chef des Ponts et Chaussées puis Inspecteur général des Ponts et Chaussées

### Postes clefs[4]
C'est au Ministère de l'Agriculture, du Commerce et des Travaux Publics que l'ingénieur Paul Alexandre commence sa carrière au service des Ports maritimes de commerce du département du Pas-de-Calais, en 1868. Quatre ans plus tard, Paul Alexandre est nommé responsable du service de l'Arrondissement de Dieppe par le Ministère des Travaux Publics.
L'année 1879 est un tournant dans sa carrière : il se voit confier la direction des grands travaux pour la ville de Dieppe, notamment les projets d'amélioration des ports de Dieppe et du Tréport et quelques années plus tard, la réalisation du Pont Colbert et des travaux de distribution des eaux et d'assainissement. Il supervise aussi les opérations de relèvement du trois-mâts Le Psyché en 1880 au Tréport.
En 1891, il est rapporteur général de la Commission des Méthodes d’essai des matériaux de construction instituée par le Décret du 9 novembre 1891. Il formule à ce titre des règles uniformes à adopter dans l'essai des matériaux de construction.
Chargé de l'inspection maritime territoriale de Seine et de Seine-et-Oise, et de l'inspection du service municipal de la ville de Paris, Paul Alexandre affine ses connaissances des infrastructures portuaires et des services hydrauliques au cours des années 1903 à 1914. Mentionnons également que durant l'année 1909, Paul Alexandre a la responsabilité de l'inspection territoriale des Ponts et Chaussées.
Sa longue carrière au Ministère des Travaux Publics est récompensée par sa nomination, en 1903, en tant que Président d'une Commission de l'Administration Centrale pour mettre en œuvre des propositions de suivi des dépenses et de contrôle des crédits au sein de ce ministère. Par la suite, il est élu président du Comité de Règlement amiable des entreprises de Travaux Publics (1914-1919).
Toujours au sein du Ministère des Travaux Publics, l'ingénieur Alexandre est responsable dune commission de surveillance du fonctionnement des travaux d'assainissement de la commune de Gennevilliers (Paris), et pour les régions d'Achères, de Carrières, Triel et de Méry-Pierrelaye, sur une période de 1909 à 1910.
Paul Alexandre est membre de la Commission chargée d’étudier les questions soulevées par l’extension de Paris, en 1911.

### Associations Professionnelles
- Membre du Conseil d’Hygiène de la ville de Dieppe (1878).
- Membre de la Société d’Agriculture de la Charente (1879).
- Membre de la Commission des Chaux et Ciments (1902).
- Membre de la Commission des Annonces des crues (1903).
- Membre de la Commission des Phares (1905).
- Membre du Comité Consultatif des Chemins de fer (1814-1919).

### Associations d'Éducation
Paul Alexandre est le fondateur d'un cours public gratuit pour l'enseignement des sciences à Dieppe.
Il participe activement aux activités de promotion de l'enseignement par sa présence au sein de divers comités :  
- au collège de Dieppe, il est membre du bureau d’administration 1880-1889 (signature du document par Jules Ferry le 28 mai 1880, Ministère de l’Instruction Publique et des Beaux-Arts).
- il est l'un des promoteurs de l'enseignement secondaire scientifique au collège de Dieppe en tant que membre du Comité de patronage de l’enseignement secondaire en 1890,
- enfin, il est membre du comité technique et d’esthétique de la Préfecture de la Seine, en 1910.

## Membre actif du Conseil Général des Ponts et Chaussées
Paul Alexandre est très impliqué dans les activités de l'École des Ponts et Chaussées, et ce, tout au long de sa carrière.  C'est pourquoi sa famille a versé les documents d'archives de Paul Alexandre à l'École des Ponts et Chaussées en 2014. Le fonds Paul Alexandre a été donné à l'École des Ponts et Chaussées en décembre 2014 par ses descendants.  Il s'agit de documents liés à la formation et aux activités professionnelles de Paul Alexandre.
Signalons parmi ses activités :
- Secrétaire de Section au Conseil général des ponts et chaussées (1891-1903).
- Secrétaire du Conseil général des ponts et chaussées (1896).
- Membre du Conseil de perfectionnement de l’École nationale des Ponts et Chaussées (1905-1906).
- Vice-président du Conseil général des ponts et chaussées (1914-1919)[4].

## Distinctions, décorations
- 1870 : Médaille commémorative de la guerre 1870-1871
- 1879 : Diplôme de fondateur de la Société Centrale de sauvetage des naufragés 8 juillet 1879
- 1882 : Chevalier de la Légion d'honneur 11 juillet 1882
- 1886 : Médaille d’or pour son mémoire La nouvelle distribution des eaux de Dieppe
- 1887 : Alexandre Paul Mémoire sur la construction de l’écluse d’aval du bassin de mi- marée à Dieppe (Médaille d’or du Ministre des Travaux Publics) (1re médaille)
- 1889 :  Officier d'académie 13 juillet 1889
- 1890 : Alexandre Paul Recherches expérimentales sur les mortiers hydrauliques (Médaille d’Or du Ministre des Travaux Publics)
- 1891 : Alexandre Paul Mémoire sur le pont tournant du Pollet, à Dieppe, (Médaille d’Argent à l’Exposition de 1900)
- 1894 : Alexandre Paul Rapport général relatif aux matériaux autres que les métaux, Commission interministérielle des Méthodes d’essai des matériaux de construction (Médaille d’Or à l’Exposition de 1900)
- 1900 : Diplôme de médaille d'or décerné par le jury international des récompenses de l'Exposition universelle de 199
- 1902 : Officier de la Légion d’honneur 9 juillet 1902
- 1913 : Commandeur de la Légion d’honneur 7 août 1913
- 1919 :  Grand officier de la Légion d'honneur 20 janvier 1919

## Publications
- Note sur le barrage de Mérienne sur la Charente, Annales des Ponts et Chaussées[5]
- Note relative à la mesure de l’évaporation de l’eau, Extrait du compte rendu sténographique du congrès international de météorologie, 24 au 28 août 1878, Imprimerie nationale – Exposition universelle de 1878[6]
- Note sur la restauration du radier de l’écluse Duquesne, Annales des Ponts et Chaussées[5]
- Éclairage du quai Bérigny à Dieppe (chronique), Annales des Ponts et Chaussées[7]'
- Amarrage des navires dans les ports (chronique), Annales des Ponts et Chaussées[7]
- Mémoire sur la distribution des eaux de Dieppe, Annales des Ponts et Chaussées, (Médaille d’Or du Ministre des Travaux Publics)[7]
- Mémoire sur la construction de l’écluse d’aval du bassin de mi- marée à Dieppe, Annales des Ponts et Chaussées, (Médaille d’Or du Ministre des Travaux Publics) (1re médaille)[7]
- Expériences concernant le dosage de l’eau dans les mortiers (chronique), Annales des Ponts et Chaussées, 1891[7]
- Note sur la propagation de la houle à l’intérieur des ports, Exposition universelle de 1889, Congrès des Travaux maritimes[8]
- Recherches expérimentales sur les mortiers hydrauliques, Annales des Ponts et Chaussées, (Médaille d’Or du Ministre des Travaux Publics)[7]
- Mémoire sur le pont tournant du Poller, Revue technique de l'exposition universelle de 1900, (Médaille d’Argent à l’Exposition de 1900)[9]
- Rapport général relatif aux matériaux autres que les métaux, Commission interministérielle des Méthodes d’essai des matériaux de construction (Médaille d’Or à l’Exposition de 1900)[10]
- « Notice sur la construction d’une tour en béton de ciment pour le phare de la Coubre », Annales des Ponts et Chaussées, 8e série, vol. 21,‎ 1906, p. 5-25 (lire en ligne).
- Rapport général de la Commission interministérielle des marchés des Travaux Publics, 1909[11]